# Staughton Lynd
Staughton Lynd (22 de novembro de 1929 - 17 de novembro de 2022) foi um ativista político, autor e advogado norte-americano. Seu envolvimento em causas de justiça social o colocou em contato com alguns dos ativistas mais influentes do país, incluindo Howard Zinn, Tom Hayden, A. J. Muste e David Dellinger e Daniel Berrigan. Em Yale, Lynd se tornou um oponente declarado da Guerra do Vietnã.
A contribuição de Lynd para a causa da justiça social e o movimento pela paz é narrada na biografia de Carl Mirra, The Admirable Radical: Staughton Lynd and Cold War Dissent, 1945–1970 (2010).

## Trabalhos
- Anti-Federalism in Dutchess County, New York: A Study of Democracy and Class Conflict in the Revolutionary Era (1962)
- The New Radicals and "Participatory Democracy". Chicago: Students for a Democratic Society, 1965. 10 p.

Reimpresso de Dissent , vol. 12, nº 3, julho de 1965.
- Ed. Nonviolence in America: A Documentary History (1966)
- Ed. Reconstruction (1967)
- Com Tom Hayden, The Other Side (1967)
- Intellectual Origins of American Radicalism (1968)
- Class Conflict, Slavery, and the United States Constitution: Ten Essays (1968)
- Com Michael Ferber, The Resistance (1971)
- Ed. Personal Histories of the Early C.I.O. (1971)
- Com Gar Alperovitz, Strategy and Program: Two Essays Toward a New American Socialism (1973)
- Ed. American Labor Radicalism: Testimonies and Interpretations (1973)
- Ed. Com Alice Lynd, Rank and File: Personal Histories by Working-Class Organizers (1973)
- Com Helen Merrell Lynd, Possibilities (1977)
- Labor Law for the Rank & Filer (1978)
- The Fight Against Shutdowns: Youngstown's Steel Mill Closings (1982)
- Solidarity Unionism: Rebuilding the Labor Movement from Below (1992)
- Ed. Com Alice Lynd, Homeland: Oral Histories of Palestine and Palestinians (1993)
- Ed. Com Alice Lynd, Nonviolence in America: A Documentary History 2nd Ed. (1995)
- Com Alice Lynd, Liberation Theology for Quakers (1996)
- Ed. "We Are All Leaders": The Alternative Unionism of the Early 1930s (1996)
- Living Inside Our Hope: A Steadfast Radical's Thoughts on Rebuilding the Movement (1997)
- Com Alice Lynd, The New Rank and File (2000)
- Lucasville: The Untold Story of a Prison Uprising (2004)
- Napue Nightmares: Perjured Testimony in Trials Following the 1993 Lucasville, Ohio Prison Uprising (2008)
- Com Daniel Gross, Labor Law for the Rank & Filer: Building Solidarity While Staying Clear of the Law 2nd Ed. (2008)
- Com Andrej Grubačić, Wobblies & Zapatistas: Conversations on Anarchism, Marxism and Radical History (2008)
- Class Conflict, Slavery, and the United States Constitution: Ten Essays 2nd Ed. (2009)
- Com Alice Lynd, Stepping Stones: Memoir of a Life Together (2009)
- Intellectual Origins of American Radicalism (Cambridge University Press)(2009)
- From Here to There: The Staughton Lynd Reader (2010)
- Com Daniel Gross, Solidarity Unionism at Starbucks (2011)
- Ed. Com Alice Lynd, Rank and File: Personal Histories by Working-Class Organizers (Expanded Edition, 2011)
- Accompanying: Pathways to Social Change (2013)
- Doing History from the Bottom Up: On E.P. Thompson, Howard Zinn, and Rebuilding the Labor Movement from Below (2014)
- Solidarity Unionism: Rebuilding the Labor Movement from Below (Second Edition, 2015)
- Com Alice Lynd, Moral Injury and Nonviolent Resistance: Breaking the Cycle of Violence in the Military and Behind Bars (2017)
- Com Alice Lynd, Nonviolence in America: A Documentary History (terceira edição, 2018)